# Montagudet
Montagudet est une commune française située dans le nord-ouest du département de Tarn-et-Garonne, en région Occitanie.
Sur le plan historique et culturel, la commune est dans le Quercy Blanc, correspondant à la partie méridionale du Quercy, devant son nom à ses calcaires lacustres du Tertiaire.
Exposée à un climat océanique altéré, elle est drainée par la Séoune, la Petite Barguelonne et par divers autres petits cours d'eau. La commune possède un patrimoine naturel remarquable composé de deux zones naturelles d'intérêt écologique, faunistique et floristique.
Montagudet est une commune rurale qui compte 197 habitants en 2022, après avoir connu un pic de population de 639 habitants en 1831. Ses habitants sont appelés les Montagudetois ou  Montagudetoises.

## Géographie

### Localisation
Commune située dans le Quercy et plus précisément dans le Quercy Blanc, entre la vallée de la Barguelonne et celle de la Séoune.

### Communes limitrophes
Les communes limitrophes sont  Lauzerte, Miramont-de-Quercy, Montbarla, Saint-Amans-de-Pellagal et Touffailles.
| Touffailles        |            | Lauzerte                |
|                    | Montagudet |                         |
| Miramont-de-Quercy | Montbarla  | Saint-Amans-de-Pellagal |

### Hydrographie
Elle est drainée par la Séoune, la Petite Barguelonne, le ruisseau de Saint-Jean et par divers petits cours d'eau, constituant un réseau hydrographique de 13 km de longueur totale,.
La Séoune, d'une longueur totale de 64,9 km, prend sa source dans la commune de Sauzet et s'écoule du nord-est au sud-ouest. Elle traverse la commune et se jette dans la Garonne à Sauveterre-Saint-Denis, après avoir traversé 24 communes.
La Petite Barguelonne, d'une longueur totale de 35,1 km, prend sa source dans la commune de Villesèque et s'écoule du nord-est au sud-ouest. Elle traverse la commune et se jette dans la Barguelonne à Montesquieu, après avoir traversé 11 communes.

Bassin versant du Tescou.
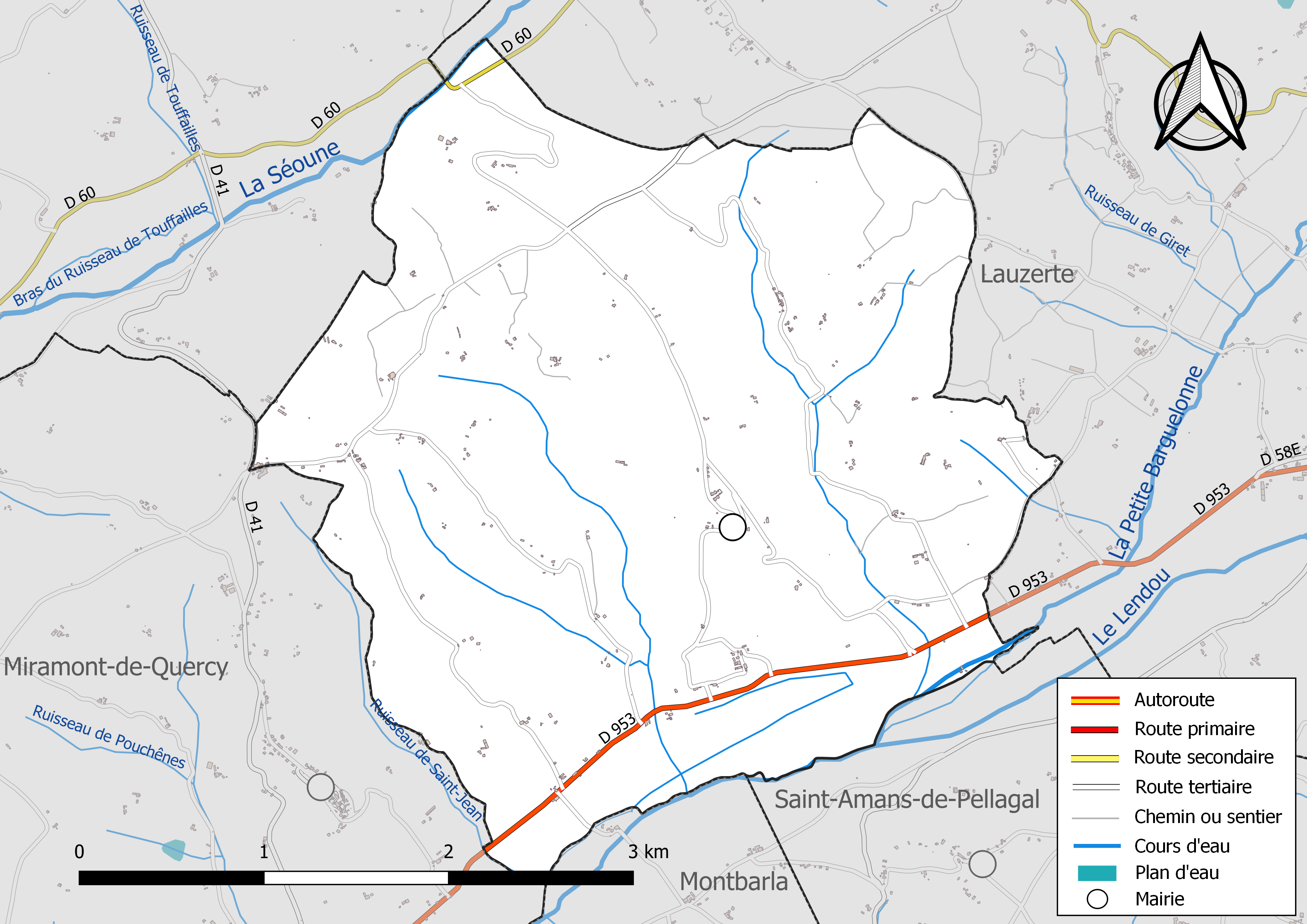
Réseaux hydrographique et routier de Montagudet.

### Climat
Pour des articles plus généraux, voir Climat de l'Occitanie et Climat de Tarn-et-Garonne.
En 2010, le climat de la commune est de type climat du Bassin du Sud-Ouest, selon une étude du Centre national de la recherche scientifique s'appuyant sur une série de données couvrant la période 1971-2000. En 2020, Météo-France publie une typologie des climats de la France métropolitaine dans laquelle la commune est exposée à un climat océanique altéré et est dans la région climatique Aquitaine, Gascogne, caractérisée par une pluviométrie abondante au printemps, modérée en automne, un faible ensoleillement au printemps, un été chaud (19,5 °C), des vents faibles, des brouillards fréquents en automne et en hiver et des orages fréquents en été (15 à 20 jours).
Pour la période 1971-2000, la température annuelle moyenne est de 13,7 °C, avec une amplitude thermique annuelle de 15,4 °C. Le cumul annuel moyen de précipitations est de 846 mm, avec 11,1 jours de précipitations en janvier et 6,1 jours en juillet. Pour la période 1991-2020, la température moyenne annuelle observée sur la station météorologique de Météo-France la plus proche, « Lauzerte », sur la commune de Lauzerte à 4 km à vol d'oiseau, est de 13,6 °C et le cumul annuel moyen de précipitations est de 684,3 mm. 
La température maximale relevée sur cette station est de 41,1 °C, atteinte le 24 août 2023 ; la température minimale est de −12,3 °C, atteinte le 9 février 2012,,.
Les paramètres climatiques de la commune ont été estimés pour le milieu du siècle (2041-2070) selon différents scénarios d'émission de gaz à effet de serre à partir des nouvelles projections climatiques de référence DRIAS-2020. Ils sont consultables sur un site dédié publié par Météo-France en novembre 2022.

### Milieux naturels et biodiversité

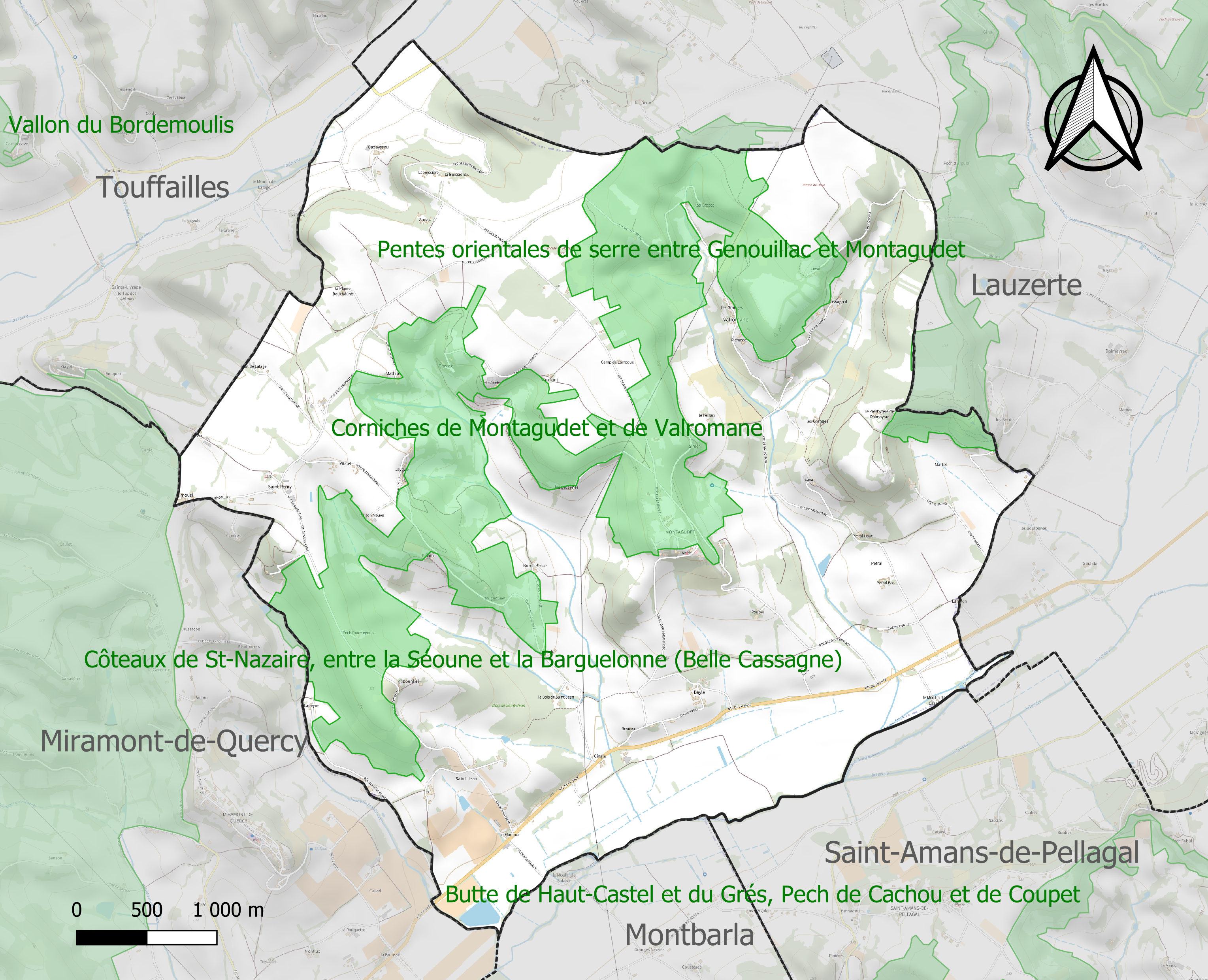
Carte des ZNIEFF de type 1 localisées sur la commune.

L’inventaire des zones naturelles d'intérêt écologique, faunistique et floristique (ZNIEFF) a pour objectif de réaliser une couverture des zones les plus intéressantes sur le plan écologique, essentiellement dans la perspective d’améliorer la connaissance du patrimoine naturel national et de fournir aux différents décideurs un outil d’aide à la prise en compte de l’environnement dans l’aménagement du territoire.
Deux ZNIEFF de type 1 sont recensées sur la commune :
les « corniches de Montagudet et de Valromane » (291 ha), couvrant 3 communes du département, et 
les « pentes orientales de serre entre Genouillac et Montagudet » (153 ha), couvrant 2 communes du département.

## Urbanisme

### Typologie
Au 1er janvier 2024, Montagudet est catégorisée commune rurale à habitat très dispersé, selon la nouvelle grille communale de densité à sept niveaux définie par l'Insee en 2022.
Elle est située hors unité urbaine et hors attraction des villes,.

### Occupation des sols
L'occupation des sols de la commune, telle qu'elle ressort de la base de données européenne d’occupation biophysique des sols Corine Land Cover (CLC), est marquée par l'importance des territoires agricoles (81,5 % en 2018), une proportion sensiblement équivalente à celle de 1990 (81,2 %). La répartition détaillée en 2018 est la suivante : 
terres arables (44,9 %), zones agricoles hétérogènes (36,6 %), forêts (18,5 %). L'évolution de l’occupation des sols de la commune et de ses infrastructures peut être observée sur les différentes représentations cartographiques du territoire : la carte de Cassini (XVIIIe siècle), la carte d'état-major (1820-1866) et les cartes ou photos aériennes de l'IGN pour la période actuelle (1950 à aujourd'hui).

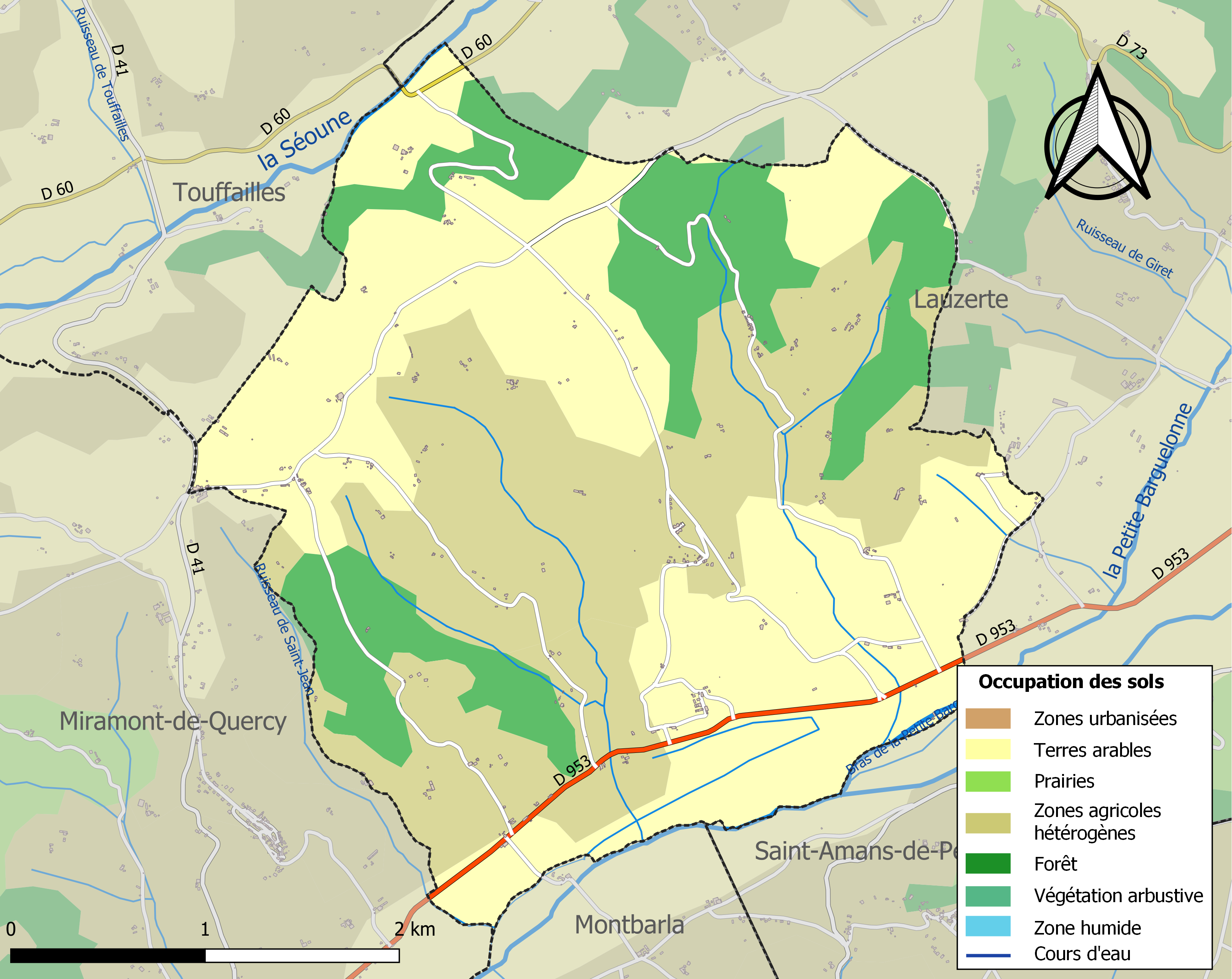
Carte des infrastructures et de l'occupation des sols de la commune en 2018 (CLC).

### Risques majeurs
Le territoire de la commune de Montagudet est vulnérable à différents aléas naturels : météorologiques (tempête, orage, neige, grand froid, canicule ou sécheresse), inondations, mouvements de terrains et séisme (sismicité très faible). Il est également exposé à un risque technologique, le transport de matières dangereuses. Un site publié par le BRGM permet d'évaluer simplement et rapidement les risques d'un bien localisé soit par son adresse soit par le numéro de sa parcelle.

#### Risques naturels
Certaines parties du territoire communal sont susceptibles d’être affectées par le risque d’inondation par débordement de cours d'eau, notamment la Séoune et la Petite Barguelonne. La cartographie des zones inondables en ex-Midi-Pyrénées réalisée dans le cadre du XIe Contrat de plan État-région, visant à informer les citoyens et les décideurs sur le risque d’inondation, est accessible sur le site de la DREAL Occitanie. La commune a été reconnue en état de catastrophe naturelle au titre des dommages causés par les inondations et coulées de boue survenues en 1982, 1996, 1999 et 2007,.
Montagudet est exposée au risque de feu de forêt. Le département de Tarn-et-Garonne présentant toutefois globalement un niveau d’aléa moyen à faible très localisé, aucun Plan départemental de protection des forêts contre les risques d’incendie de forêt (PFCIF) n'a été élaboré. Le débroussaillement aux abords des maisons constitue l’une des meilleures protections pour les particuliers contre le feu,.

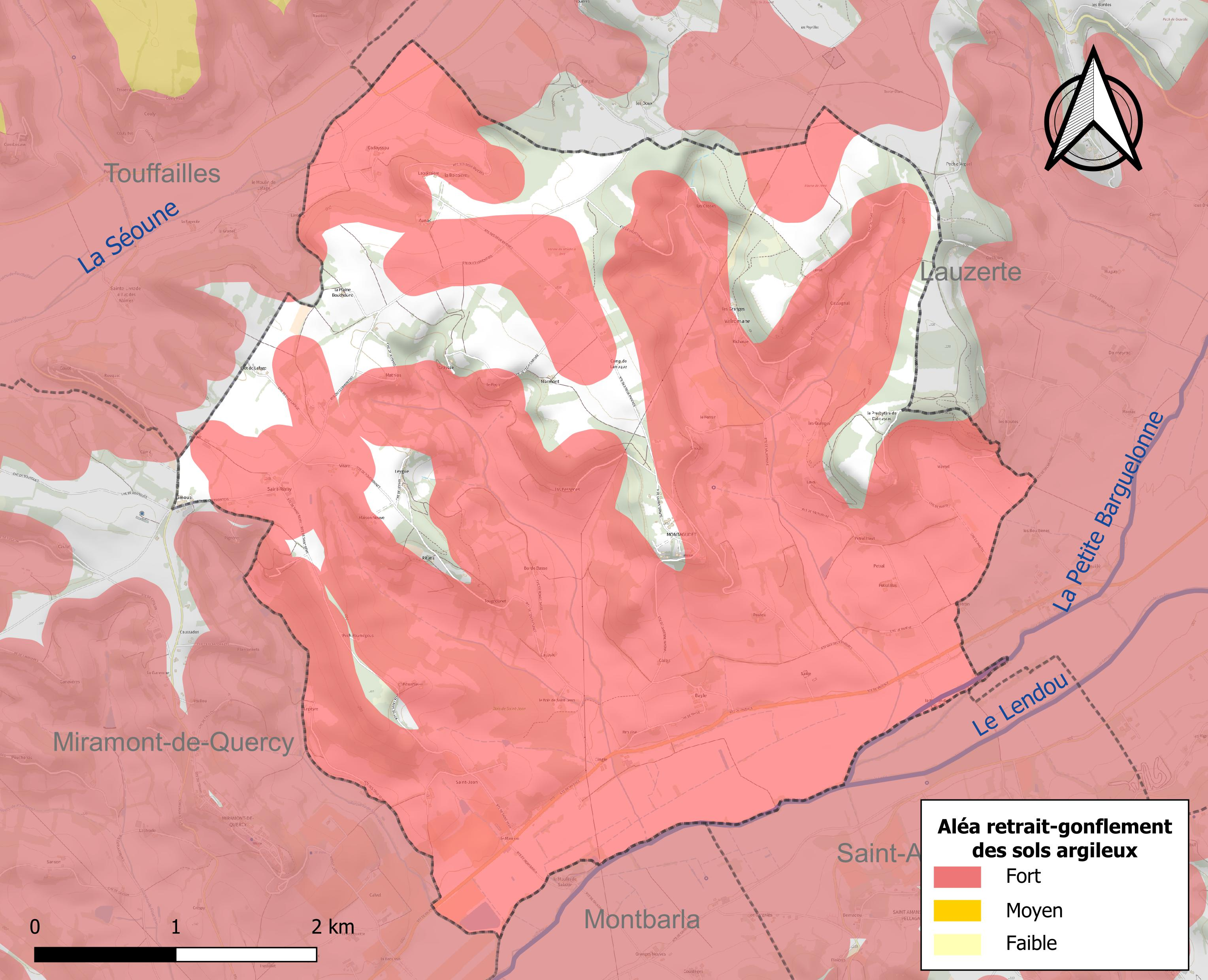
Carte des zones d'aléa retrait-gonflement des sols argileux de Montagudet.

Les mouvements de terrains susceptibles de se produire sur la commune sont des tassements différentiels.
Le retrait-gonflement des sols argileux est susceptible d'engendrer des dommages importants aux bâtiments en cas d’alternance de périodes de sécheresse et de pluie. 80,5 % de la superficie communale est en aléa moyen ou fort (92 % au niveau départemental et 48,5 % au niveau national). Sur les 125 bâtiments dénombrés sur la commune en 2019, 98 sont en aléa moyen ou fort, soit 78 %, à comparer aux 96 % au niveau départemental et 54 % au niveau national. Une cartographie de l'exposition du territoire national au retrait gonflement des sols argileux est disponible sur le site du BRGM,.
Par ailleurs, afin de mieux appréhender le risque d’affaissement de terrain, l'inventaire national des cavités souterraines permet de localiser celles situées sur la commune.
Concernant les mouvements de terrains, la commune a été reconnue en état de catastrophe naturelle au titre des dommages causés par la sécheresse en 1989, 2003, 2009, 2011 et 2012 et par des mouvements de terrain en 1999.

#### Risques technologiques
Le risque de transport de matières dangereuses sur la commune est lié à sa traversée par des infrastructures routières ou ferroviaires importantes ou la présence d'une canalisation de transport d'hydrocarbures. Un accident se produisant sur de telles infrastructures est susceptible d’avoir des effets graves sur les biens, les personnes ou l'environnement, selon la nature du matériau transporté. Des dispositions d’urbanisme peuvent être préconisées en conséquence.

## Politique et administration
| Période                                  | Période  | Identité                | Étiquette | Qualité  |
| ---------------------------------------- | -------- | ----------------------- | --------- | -------- |
| Les données manquantes sont à compléter. |          |                         |           |          |
| avant 1861                               |          | Jean-Baptiste Baboulène |           |          |
| mars 2001                                | En cours | Jean Benois             |           | retraité |

## Démographie
| 1793 | 1800 | 1806 | 1821 | 1831 | 1836 | 1841 | 1846 | 1851 |
| ---- | ---- | ---- | ---- | ---- | ---- | ---- | ---- | ---- |
| 491  | 583  | 591  | 604  | 639  | 634  | 576  | 578  | 568  |

| 1856 | 1861 | 1866 | 1872 | 1876 | 1881 | 1886 | 1891 | 1896 |
| ---- | ---- | ---- | ---- | ---- | ---- | ---- | ---- | ---- |
| 574  | 549  | 531  | 507  | 479  | 465  | 458  | 457  | 416  |

| 1901 | 1906 | 1911 | 1921 | 1926 | 1931 | 1936 | 1946 | 1954 |
| ---- | ---- | ---- | ---- | ---- | ---- | ---- | ---- | ---- |
| 396  | 371  | 349  | 319  | 293  | 297  | 301  | 301  | 276  |

| 1962 | 1968 | 1975 | 1982 | 1990 | 1999 | 2005 | 2006 | 2010 |
| ---- | ---- | ---- | ---- | ---- | ---- | ---- | ---- | ---- |
| 255  | 241  | 212  | 215  | 216  | 193  | 175  | 168  | 189  |

| 2015 | 2020 | 2022 | - | - | - | - | - | - |
| ---- | ---- | ---- | - | - | - | - | - | - |
| 194  | 193  | 197  | - | - | - | - | - | - |

## Économie

### Revenus
En 2018, la commune compte 79 ménages fiscaux, regroupant 182 personnes. La médiane du revenu disponible par unité de consommation est de 16 340 € (20 140 € dans le département).

### Emploi
|                | 2008   | 2013   | 2018   |
| -------------- | ------ | ------ | ------ |
| Commune        | 10,8 % | 8,4 %  | 8,7 %  |
| Département    | 8,4 %  | 10,2 % | 10,3 % |
| France entière | 8,3 %  | 10 %   | 10 %   |

En 2018, la population âgée de 15 à 64 ans s'élève à 106 personnes, parmi lesquelles on compte 69,2 % d'actifs (60,6 % ayant un emploi et 8,7 % de chômeurs) et 30,8 % d'inactifs,. En  2018, le taux de chômage communal (au sens du recensement) des 15-64 ans est inférieur à celui de la France et du département, alors qu'en 2008 la situation était inverse.
La commune est hors attraction des villes,. Elle compte 28 emplois en 2018, contre 40 en 2013 et 41 en 2008. Le nombre d'actifs ayant un emploi résidant dans la commune est de 65, soit un indicateur de concentration d'emploi de 43,5 % et un taux d'activité parmi les 15 ans ou plus de 45,9 %.
Sur ces 65 actifs de 15 ans ou plus ayant un emploi, 19 travaillent dans la commune, soit 30 % des habitants. Pour se rendre au travail, 84,4 % des habitants utilisent un véhicule personnel ou de fonction à quatre roues, 4,7 % s'y rendent en deux-roues, à vélo ou à pied et 10,9 % n'ont pas besoin de transport (travail au domicile).

### Activités hors agriculture
18 établissements sont implantés  à Montagudet au 31 décembre 2019.
Le secteur du commerce de gros et de détail, des transports, de l'hébergement et de la restauration est prépondérant sur la commune puisqu'il représente 38,9 % du nombre total d'établissements de la commune (7 sur les 18 entreprises implantées  à Montagudet), contre 29,7 % au niveau départemental.

### Agriculture
La commune est dans le « Bas-Quercy de Montpezat », une petite région agricole couvrant une bande nord  du département de Tarn-et-Garonne. En 2020, l'orientation technico-économique de l'agriculture  sur la commune est la polyculture et/ou le polyélevage.
|               | 1988 | 2000 | 2010 | 2020 |
| ------------- | ---- | ---- | ---- | ---- |
| Exploitations | 31   | 21   | 17   | 13   |
| SAU (ha)      | 717  | 573  | 535  | 410  |

Le nombre d'exploitations agricoles en activité et ayant leur siège dans la commune est passé de 31 lors du recensement agricole de 1988  à 21 en 2000 puis à 17 en 2010 et enfin à 13 en 2020, soit une baisse de 58 % en 32 ans. Le même mouvement est observé à l'échelle du département qui a perdu pendant cette période 57 % de ses exploitations,. La surface agricole utilisée sur la commune a également diminué, passant de 717 ha en 1988 à 410 ha en 2020. Parallèlement la surface agricole utilisée moyenne par exploitation a augmenté, passant de 23 à 32 ha.

## Culture locale et patrimoine

### Lieux et monuments
- Croix des pastoureaux.
- Église Saint-Sulpice-de-Bourges de Montagudet. L'édifice a été inscrit au titre des monuments historiques en 1972[33].
- Église Saint-Jean-del-Bistou de Montagudet. L'édifice est référencé dans la base Mérimée et à l'Inventaire général Région Occitanie[34]. Plusieurs objets sont référencés dans la base Palissy[34].
- Église Saint-Remi de Saint-Rémy.
- Église Saint-Sauveur de Montagudet. L'édifice est référencé dans la base Mérimée et à l'Inventaire général Région Occitanie[35].

## Pour approfondir